# Donald Piper
Donald Arthur «Don» Piper (Peoria, Illinois, 5 de marzo de 1911 - Temple City, California, 25 de marzo de 1963) fue un  jugador de baloncesto estadounidense. Con 1,80 m de estatura, su puesto natural en la cancha era el de escolta. Fue campeón olímpico con Estados Unidos en los Juegos Olímpicos de Berlín de 1936.